# Ребар, Инесса Васильевна
Инесса Васильевна Ребар (укр. Інеса Василівна Ребар; 4 января 1978, Новодевица) — украинская спортсменка, борец вольного стиля. Чемпионка и призёр чемпионатов Европы.

## Биография
Инесса Ребар родилась 4 января 1978 года в Новодевице Хорольского района Приморского края. 